# Рисующие руки
«Рисующие руки» — литография голландского художника Эшера. Впервые была напечатана в январе 1948 года. На листе бумаги изображены две руки, которые ниже запястий лежат в плоскости рисунка и лишь обозначены тонкими линиями контура. Выше запястий руки материализуются и вовлекаются в процесс рисования друг друга.

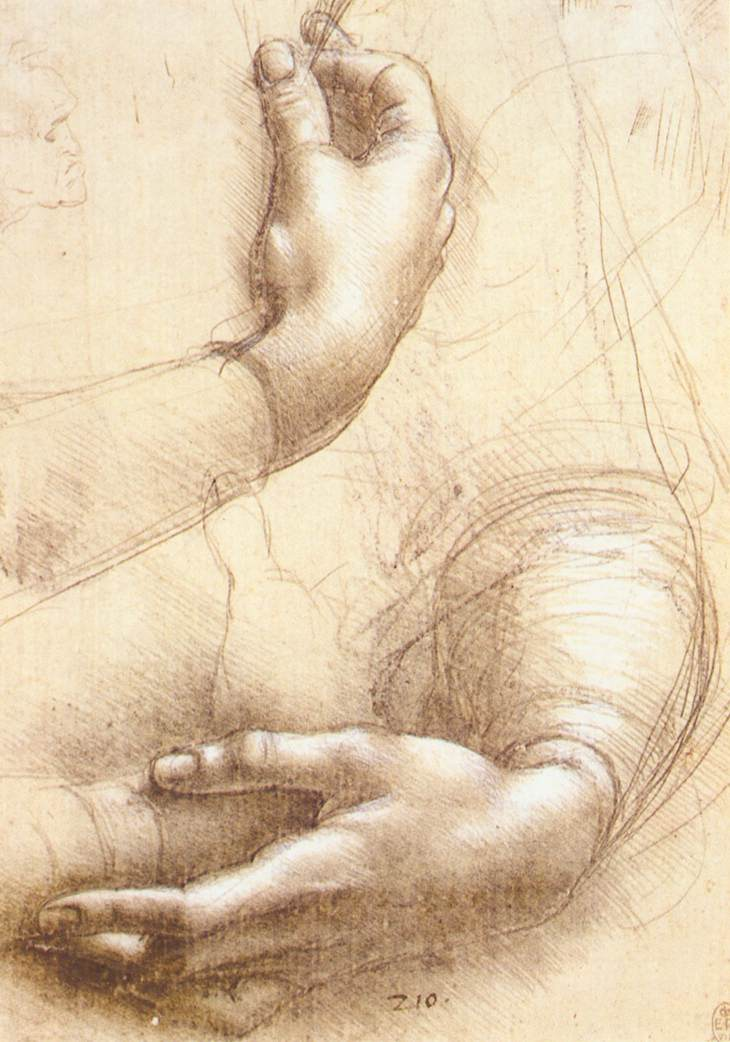
Набросок Леонардо

Считается, что вдохновить Эшера на эту работу мог набросок Леонардо да Винчи к «Портрету Джиневры Бенчи».